# Gilbert Garcin
 (La Ciotat, 21 giugno 1929 – Marsiglia, 17 aprile 2020) è stato un fotografo francese.
Figura anomala nel panorama fotografico internazionale, Garcin scoprì la fotografia soltanto dopo il suo pensionamento, frequentando un corso sul fotomontaggio ad Arles, rimanendone letteralmente folgorato dalle potenzialità espressive del mezzo.

## Biografia
Dopo essersi laureato in Economia, per gran parte della sua vita fu direttore di un'azienda di illuminazione fino al suo pensionamento nel 1993 a 65 anni e "perfettamente integrato nella discreta borghesia marsigliese". Da autodidatta si dedicò alla fotografia partecipando ad un concorso amatoriale tramite il quale vinse uno stage ad Arles sul fotomontaggio, tenuto dal fotografo francese Arnaud Claass.
Da quello stage rimase affascinato per le inesauribili possibilità che il fotomontaggio e l'assemblaggio di materiali avrebbero potuto offrire alla sua fantasia e al suo umorismo, ad un uomo che "nella sua prima vita non ha avuto alcun contatto con il mondo dell'arte". Dopo tre anni di prove e tentativi, creò il suo "personaggio" che da allora comparirà in tutte le sue immagini, quasi sempre da solo, talvolta in compagnia della moglie Monique: una silhouette con il medesimo vestito, un cappotto, che potrebbe evocare i film di Jacques Tati, ma anche il surrealismo di Magritte.
Insieme a delle semplici miniature fatte in casa con i materiali più disparati e di recupero come sabbia, giocattoli rotti, pietre, fil di ferro, gomitoli, parti del meccano e tutto ciò che poteva essergli utile per comporre delle immagini, aveva creato anche un archivio di immagini di sé stesso in ogni possibile posa, così da assemblarle, con la tecnica del collage, assieme a tali oggetti presso il suo studio, aiutandosi anche con un proiettore per diapositive, scattando da ultimo la foto finale. In vent'anni di attività ha creato oltre 400 fotografie che sono state ospitate in varie gallerie e musei del mondo
Le opere fotografiche di Garcin sono state accostate ad una sorta di "messa in scena", utilizzando un linguaggio vicino alla fotografia di scena, ma in realtà divergenti da quest'ultima. Egli ha concepito una serie infinita di interrogativi e, ponendosi come soggetto umano all'interno della fotografia stessa, è divenuto un essere umano intrappolato in quel mondo, che, come i personaggi delle opere teatrali dell'assurdo (come ad esempio in Eugène Ionesco), ha assunto una forma surreale. Garcin ha narrato il mondo attraverso tre principi fondamentali: lo spirito filosofico, le emozioni e il significato o la perdita stessa di significato. E lo ha fatto alleggerendo la narrazione con un filo di umorismo.
Un buon numero di immagini hanno avuto per tema la coppia. Il suo personaggio ritagliato, protagonista dei suoi racconti, specchio di sé stesso e di tutto ciò che rappresenta, ha riempito la vita quotidiana e dunque anche quella della coppia, dove inevitabilmente compare anche la moglie Monique. In esse talvolta le figure convergono e altre, invece, appaiono contrastanti, quasi come se raccontasse quella banalità quotidiana narrata nel teatro di Samuel Beckett.
Garcin è morto serenamente nel sonno nella notte del 17 aprile 2020.
Le sue opere sono presenti in collezioni pubbliche tra cui la Maison Européenne de la Photographie di Parigi, il Fonds National pour l'Art Contemporain, il Fonds Communal pour l'Art Contemporain (FRAC) di Marsiglia e la Galerie du Château d'Eau di Tolosa.